# Mirzaolim Ibragimov
Mirzaolim Ibragimovich Ibragimov (ur. 10 maja 1928 w Zarkencie w obwodzie namangańskim, zm. 21 września 2014 w Taszkencie) – radziecki i uzbecki polityk, przewodniczący Prezydium Rady Najwyższej Uzbeckiej SRR w latach 1990-1991.
Od 1943 pracował jako nauczyciel w obwodzie namangańskim, od 1948 członek WKP(b), od 1949 działacz Komsomołu, 1951 ukończył Fergański Instytut Pedagogiczny. 1952-1958 sekretarz KC, a 1958-1963 I sekretarz KC Komsomołu Uzbeckiej SRR. 1963-1964 II sekretarz Komitetu Obwodowego Komunistycznej Partii Uzbekistanu (KPU) w Ferganie, 1964-1968 przewodniczący Komitetu Wykonawczego Obwodowej Rady w Ferganie. 1968-1973 minister przemysłu bawełnianego Uzbeckiej SRR, 1972 ukończył Taszkencki Instytut Ludowej Gospodarki. 1973-1976 I sekretarz Komitetu Obwodowego KPU w Namanganie, 1976-1988 przewodniczący Państwowego Komitetu Uzbeckiej SRR Kultury Fizycznej i Sportu. Od 1988 stały przedstawiciel Rady Ministrów Uzbeckiej SRR w Radzie Ministrów ZSRR. Od 6 marca 1989 do 24 marca 1990 przewodniczący Prezydium Rady Najwyższej Uzbeckiej SRR. Od 26 marca 1990 do 12 czerwca 1991 przewodniczący Rady Najwyższej Uzbeckiej SRR. Deputowany do Rady Najwyższej ZSRR 6 i 9 kadencji.